# Кизлярский
Кизлярский — упразднённый посёлок в Будённовском районе Ставропольского края России. На момент упразднения входил в состав Терского сельсовета. Исключен из учётных данных в 1998 году.

## География
Посёлок располагался в балке Кизлярская (откуда и название), в 4 км к северо-востоку от поселка Луговой.

## История
Посёлок возник в начале 1930-х годов как одно из производственных отделений вновь созданного совхоза «Терский».
В соответствии с Указом Президиума Верховного Совета РСФСР от 21 сентября 1964 года посёлок Четвёртого отделение совхоза «Терский» Прикумского сельского района был переименован в посёлок Кизлярский.
Постановление Губернатора Ставропольского края от 18.05.1998 года № 335 посёлок исключен из учётных данных.